# Kościół św. Katarzyny w Przemykowie
Kościół parafialny pw. św. Katarzyny w Przemykowie – polski rzymskokatolicki kościół parafialny znajdujący się w miejscowości Przemyków (gmina Koszyce, powiat proszowicki, województwo małopolskie).

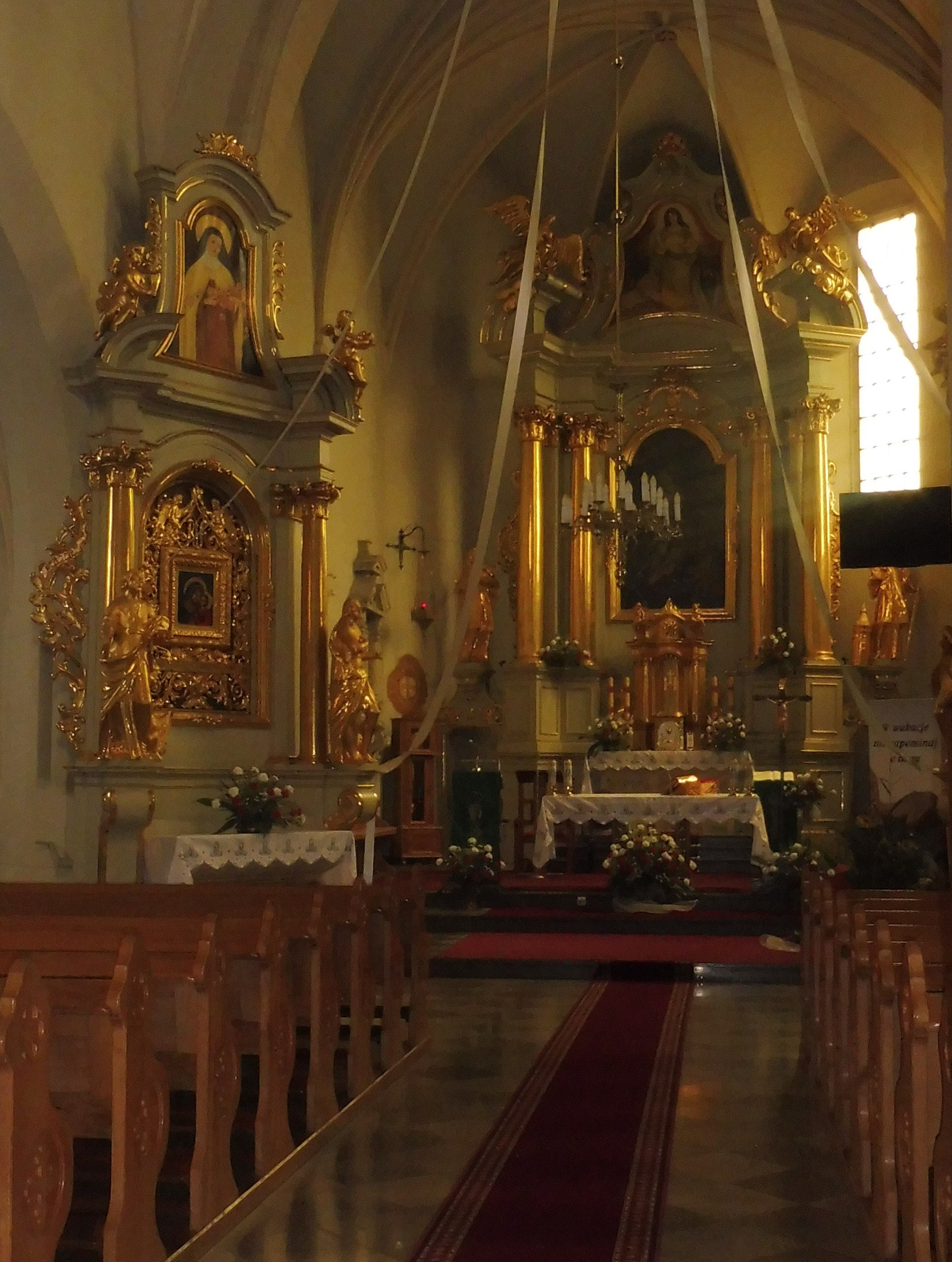
Wnętrza kościoła

## Parafia
Parafia należy do dekanatu kazimierskiego, diecezji kieleckiej, metropolii krakowskiej.

## Historia
Kościół wzniesiony w latach 1451–1464. W II poł. XVI w. dobudowano nawy boczne, następnie rozbudowany w XVII w. Budynek kościoła jest murowany z cegły, trójnawowy, prezbiterium nakryte sklepieniem gwiaździstym. Wystrój wnętrza głównie późnobarokowy z XVIII w.